# ساکنیر
ساکنیر (به مجاری:  Szaknyér) یک شهرداری در مجارستان است که در ناحیه کورمند واقع شده‌است. ساکنیر ۲٫۹۳ کیلومتر مربع مساحت و ۶۶ نفر جمعیت دارد.